# Goethestein (Bodetal)

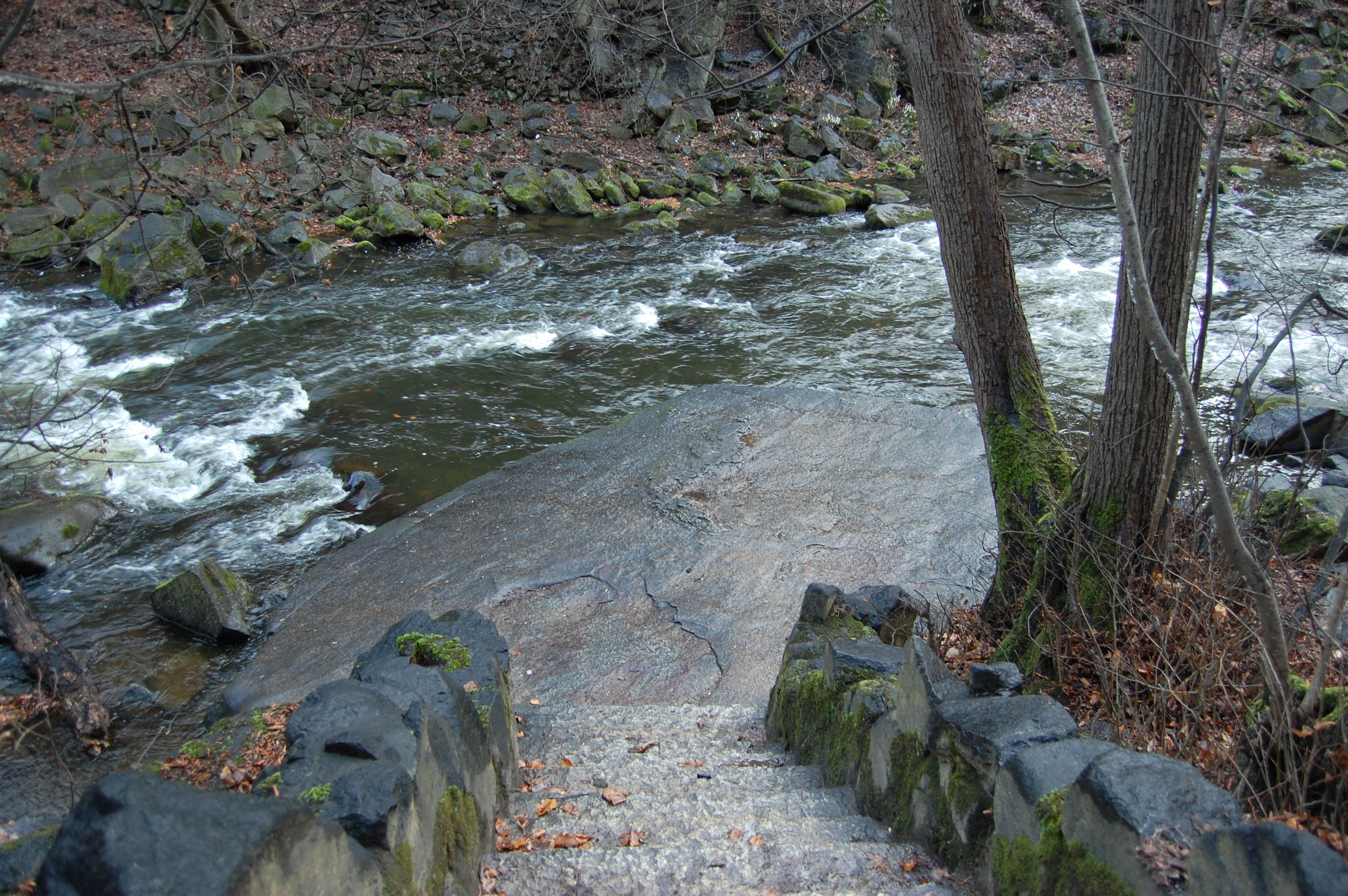
Goethestein, Blick vom Wanderweg

Der Goethestein ist eine im Bodetal im Harz in Sachsen-Anhalt in den Flusslauf der Bode hineinragende Granitplatte.
Sie befindet sich am linken Ufer der Bode zwischen Königsruhe und Thale auf dem Gebiet der Stadt Thale und ist vom dort befindlichen Wanderweg über eine zum Stein hinabführende Treppe zu erreichen. In unmittelbarer Nähe etwas weiter flussabwärts befindet sich der Goethefelsen.
Auf der Granitplatte sollen am 11. September 1783 Johann Wolfgang von Goethe und Fritz von Stein eine Mittagsrast eingelegt haben, woraus sich der Name des Steins ergibt. Goethe soll hier auch die Verwitterungsspalten im Granit untersucht haben.